# Jean Dufy
Jean Dufy, né le 12 mars 1888 au Havre et mort le 12 mai 1964 à Boussay, est un peintre français.

## Biographie

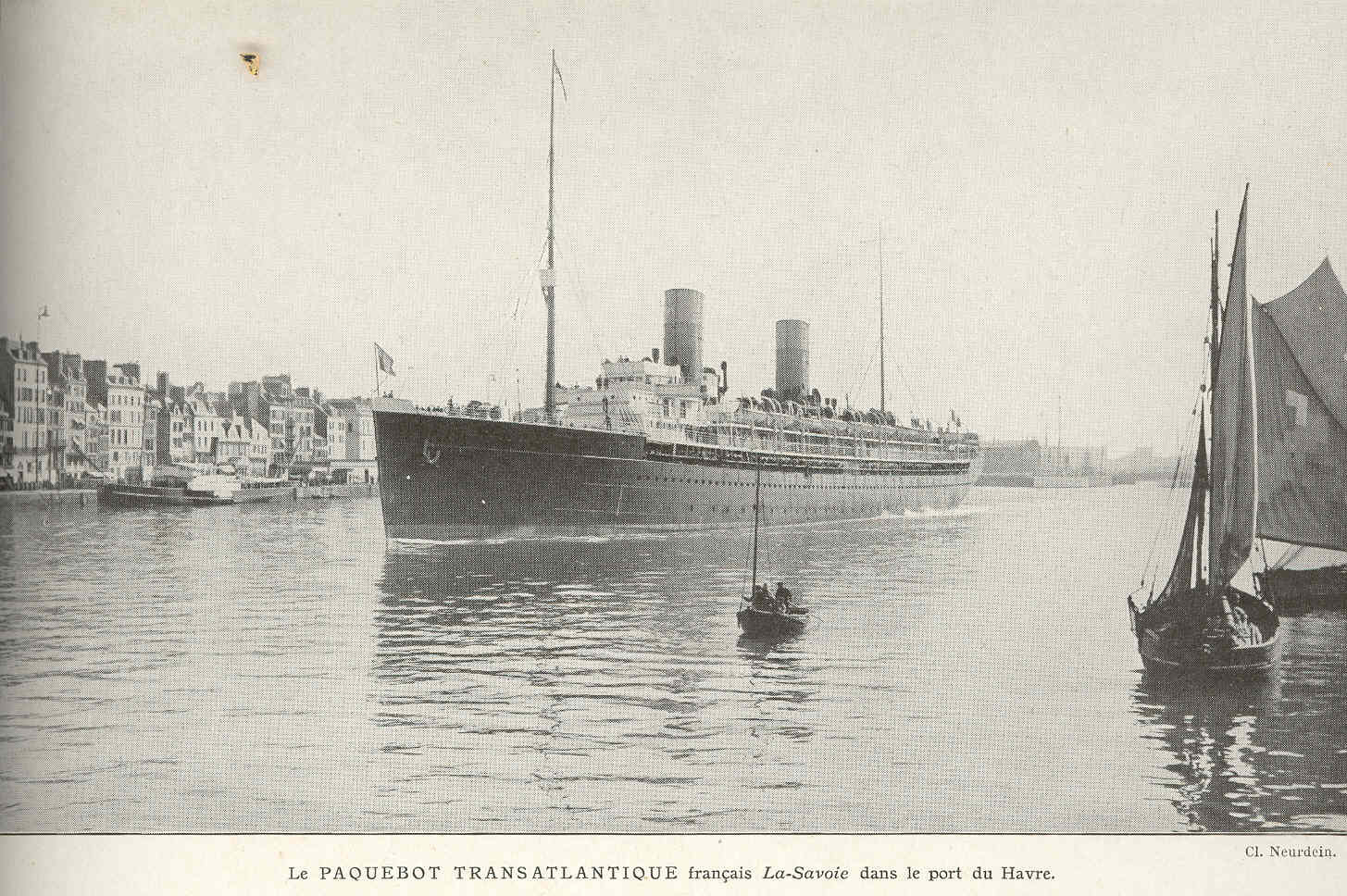
La Savoie dans le port du Havre

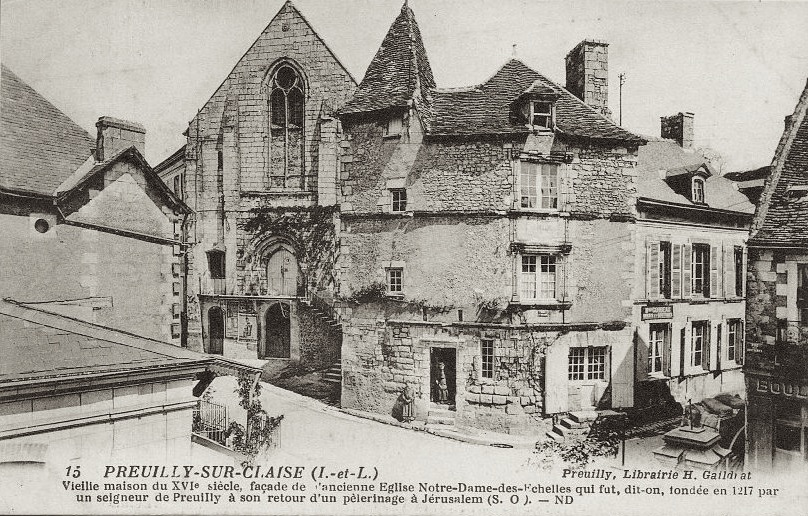
Preuilly-sur-Claise

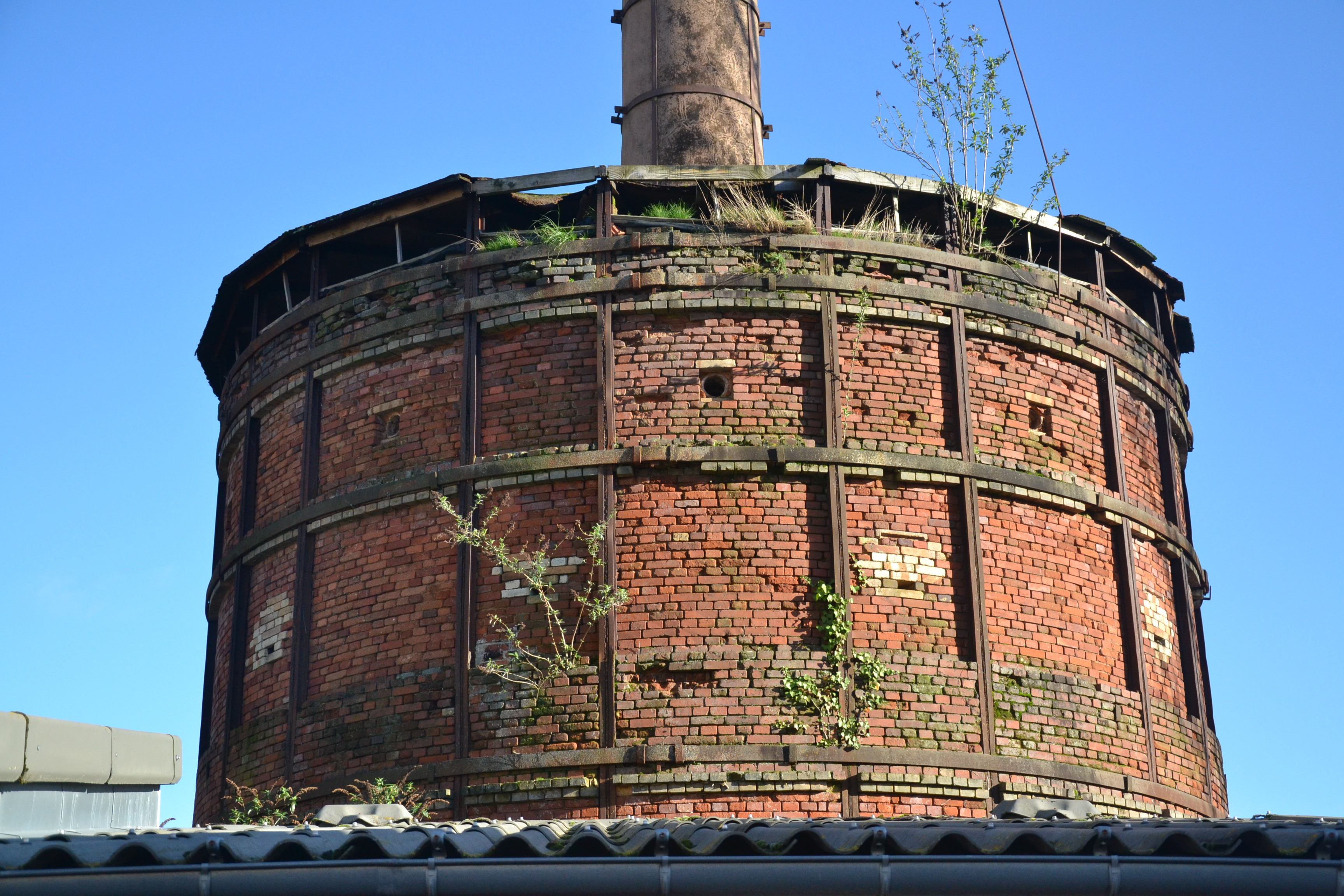
Limoges, le four à porcelaine Haviland

Jean Jacques Gustave Dufy naît au Havre, au no 15 de la rue de l'Espérance, le 12 mars 1888, septième des onze enfants (Raoul est le deuxième) de Léon Marius Dufy, comptable dans une entreprise de métallurgie, musicien amateur talentueux, et de son épouse née Marie Eugénie Ida Lemonnier, native d'Honfleur. Il effectue sa scolarité au collège Saint-Joseph du Havre avant d'être placé dans une maison d'importation de produits d'outre-mer puis de devenir secrétaire sur le transatlantique La Savoie. Après son service militaire (1910-1912), il s'installe à Paris où il rencontre André Derain, Georges Braque, Pablo Picasso, Émile Othon Friesz, Albert Marquet ou encore Guillaume Apollinaire.
Dans ses premières aquarelles, exposées à la galerie de Berthe Weill en 1914, les tonalités sourdes, bruns, bleus, rouges sombres, côtoient la technique des hachures héritée de Cézanne à travers l’œuvre de son frère Raoul Dufy.
Mobilisé, après cette première exposition, dès le 2 août 1914, il est affecté au 24e Régiment d'infanterie comme conducteur d'ambulance et participe à la bataille de Charleroi. Il est ensuite versé dans l'artillerie où il est cycliste de batterie. Il entre dans le 103e Régiment d'artillerie lourde en 1917. La guerre n’empêche pas Jean Dufy de continuer à peindre ou à dessiner sur des carnets, essentiellement des fleurs, des chevaux, des paysages de l'Argonne. Il dessine et peint de même des vues du Val d'Ajol qu'il découvre dans les Vosges où, malade, il séjourne au retour de la Première Guerre mondiale.
De 1916 à 1934 (en décembre 1922, il épouse Ismérie Coutut, fille de confiseurs de Preuilly-sur-Claise, village où le couple séjournera fréquemment jusqu'en 1948), Jean réalise, pour la porcelaine Théodore Haviland de Limoges « des modèles très décoratifs, alliant élégance et onirisme – nature florale et animale – qui lui vaudront, lors de l’Exposition internationale des Arts décoratifs et industriels modernes en 1925, une médaille d’or pour le service « Châteaux de France ». En 1920, il est installé au 2, square Caulaincourt et contribue auprès de son frère Raoul aux décors pour Le Bœuf sur le toit, œuvre musicale de Darius Milhaud sur un argument de Jean Cocteau créé le 21 février 1920 à la Comédie des Champs-Élysées.

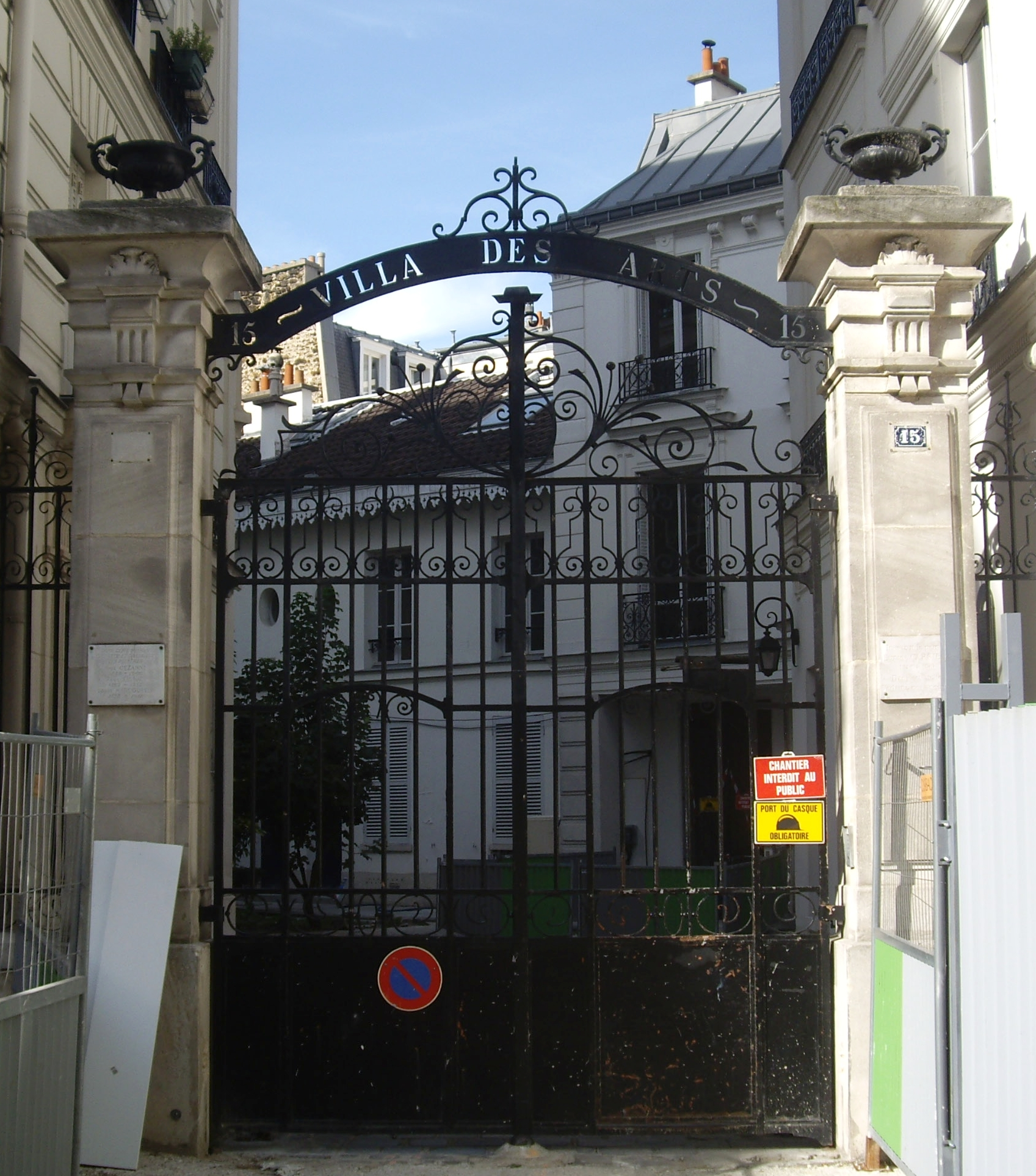
Paris, Villa des Arts

Ses œuvres sont montrées au grand jour lors d’expositions successives à Paris (Salon d’Automne au Grand Palais des Champs-Élysées en 1920, 1923, 1924, 1927 et 1932, Galerie Bing & Cie en 1929) et à New York (Balzac Galleries en 1930, Perls Galleries en 1938). En 1936-1937, il est installé, au 12 rue Cortot, dans l'atelier d'André Utter avant d'occuper à la villa des Arts, 15 rue Hégésippe-Moreau, l'atelier qui sera ensuite repris par Andrés Segovia.
Pour l’Exposition universelle de 1937, le directeur général de la Compagnie Parisienne de Distribution d’Électricité charge son frère, Raoul Dufy, d’exécuter la décoration du pavillon de l’électricité confié à l'architecte Robert Mallet-Stevens. Jean l’aide à réaliser une vaste fresque à la gloire de l’électricité, sur une surface de six cents mètres carrés : La Fée Électricité. Célébré pour l'œuvre, Raoul ne fait aucune citation publique de la contribution de son cadet, ce qui les éloigne définitivement l'un de l'autre.
Dans les années 1939-1948, il séjourne en Limousin et en Touraine, contrées qui lui inspirent des œuvres, notamment des paysages et des scènes villageoises (par exemple à Preuilly-sur-Claise).
Les dernières années (1950-1960) sont consacrées à des voyages, principalement en Europe et en Afrique du Nord.
Peintre reconnu, régulièrement exposé à Paris et aux États-Unis, intégré dans les collections des plus prestigieux musées américains tels que l’Art Institute of Chicago ou le Museum of Modern Art de New York, Jean Dufy s’éteint le 12 mai 1964 (soit deux mois après son épouse Ismérie) à La Boissière, hameau du village de Boussay (Indre-et-Loire) où il s'était installé en 1948.

## Expositions

### Expositions personnelles
- 1914 : Galerie Berthe Weill, Paris.
- 1923 : Grand Palais des Champs-Elysées, Salon d'Automne, Paris.
- 1925 : Galerie Vavin-Raspail, Paris.
- 1927 : Galerie Mantelet, Paris.
- octobre 1929 : Galerie Bing & Cie, Paris.
- 1930 : Balzac Galleries, New York.
- 1938 : Perls Galleries, New York.
- 1938-1939 : The Portland Art Museum, Portland.
- 1939 : Galerie A. Barreiro, Paris.
- mai 1942 : Galerie L'Arc-en-ciel, Paris[14].
- 1947-1948 : Georges de Braux, Inc., Philadelphie.
- avril 1948 : Galerie Jos. Hessel, Paris.
- 1948 : Old Paris Gallery, Boston.
- 1950 : Georges de Braux, Inc., Philadelphie.
- 1951 : Niveau Gallery, New York.
- 1952 : James Vigeveno Galleries, Westwood Hills.
- 1953 : Perls Galleries, New York.
- 1955 : Van Diemen-Lilienfeld Galleries, New York.
- 1956 : Galerie Barreiro Stiebel, Paris.
- 1957 : Dominion Gallery, Montréal.
- 1957 : Hammer Galleries, New York.
- novembre 1958 : Galerie Anne Abels, Cologne.
- 1961 : Hammer Galleries, New York.
- 1964 : The Marble Arch Gallery, New York.
- 1966 : Jean Dufy - Rétrospective, Galerie Reine, New York[7].
- 1968-1969 : Wally Findlay Galleries, Chicago.
- 1969 : The Chase Gallery, New York.
- mai-juin 1983 : Galerie Castiglione, Paris.
- 1987 : Soufer Gallery, New York.
- mai 1989 : Jean Dufy - Aquarelles de jeunesse, Chase Contemporary Art Gallery, New York[15].
- décembre 1993 : Jean Dufy - huiles et gouaches, Jane Kahan Gallery, New York[16].
- 2002 : Galerie Jacques Bailly, Paris.
- 2011 : Galerie Jacques Bailly, Paris[17].
- avril-juin 2011 : Raoul et Jean Dufy - Complicité et Rupture, Musée Marmottan Monet, Paris[18],[19],[20].

### Expositions collectives
- Salon d'automne, Paris, 1920[21], 1923, 1924, 1927, sociétaire en 1928[22], 1932.
- Exposition internationale des arts décoratifs et industriels modernes, Paris, 1925[9].
- The fifteenth international water color exhibition - Water colors, pastels, drawings and monotypes by Hermine David, André Dunoyer de Segonzac, Jean Dufy, Henri Farge, Jean Lurçat, Aristide Maillol, Jules Pascin, Georges Rouault, Paul Signac, Henri Vergé-Sarrat, Maurice de Vlaminck, Art Institute of Chicago.
- Exposition universelle de 1937.
- Limoges, 14-18 - Être artiste dans la Grande Guerre, Musée de la Résistance, Limoges, 2015[23].

## Réception critique
- « Né onze ans après Raoul, qui fut son professeur, il adopte volontiers son style et aussi ses sujets. Jean a travaillé à Lyon pour les soieries, à Limoges pour les porcelaines. Deux disciplines qui apportent à sa manière certaines particularités : des rythmes harmonieux rompus par des éclats de lumière zébrés, nés de sa passion pour le jazz, et, par rapport à Raoul, des formes plus fondues dans la composition. » - Gérald Schurr[24]
- « On a dit que l'écriture de Raoul Dufy était un staccato, rythme classique dans un tempo vif, tandis que Jean Dufy, lui-même bon joueur de guitare classique et amateur de jazz, pratiquait un rythme plus coulé, aux sonorités plus confidentielles, à base de bleus profonds, qu'animent les rouges et les verts, tandis que les jaunes viennent poser les accents de lumière.  Tandis que Raoul Dufy s'attache souvent à disséquer chacun des éléments qui entrent dans une de ses compositions, souvent avec humour et tendresse, en tout cas avec acuité, Jean Dufy est plus sensible au panorama global de la scène représentée ; la particularité, l'individualité le touchent moins. » - Dictionnaire Bénézit[7]
- « il fréquente le cirque en habitué, attentif aux détails, mais l'associe à son quotidien, à la fois prétexte et matière vive à sa création. Les références au cirque s'apparentent à un vocabulaire, avec lequel il développe un langage pictural fort... Les tableaux de Jean Dufy révèlent un cirque à la fois sentimental, nerveux et incisif. Ils forgent une atmosphère troublante, entre précipité d'énergie, omniprésence du tourbillon et poétisation du déséquilibre. Avec lui, le cirque est toujours une fête, une célébration permanente de la joie de vivre, une accélération du temps et une ardente manière de le fixer. » - Pascal Jacob[5]

## Collections publiques

### Autriche
- Albertina Museum, Vienne.

### Chypre
- Pinacothèque Levantis, Nicosie[25].

### France
- Musée des Beaux-Arts de Caen, Caen.
- Historial de la Vendée, Les Lucs-sur-Boulogne, Port de l'Île d'Yeu, huile sur toile, 46x55cm[26].
- Musée national Adrien Dubouché, Limoges, porcelaine, assiette de la série Châteaux de France, 1925[27].
- Musée des Beaux-Arts de Menton.
- Bibliothèque nationale de France, aquarelle pour les Fables choisies de Florian, 1938[28].
- Musée d'Art moderne de la Ville de Paris, Bouquet, lithographie 65x50cm ; Nature morte, huile sur panneau 50x53cm ; Vue du Trocadéro, aquarelle ; Scène avec musicien, dessin, vers 1912 ; Musicien, peinture, 1926 ; Cavaliers, peinture, 1940.
- Musée national d'Art moderne, Paris : Femme fumant une cigarette, aquarelle 40x32cm ; Vase de fleurs, aquarelle 56x44cm ; Un intérieur, huile sur toile 61x50cm.

### États-Unis
- Georgia Museum of Art (en), Athens, GA.
- Indiana University Art Museum, Bloomington, IN.
- Boca Raton Museum of Art, Boca Raton, FL.
- Brandywine River Museum (en), Chadds Ford, PA.
- Art Institute of Chicago, Chicago, IL.
- Detroit Institute of Arts, Detroit, MI.
- Laguna Art Museum (en), Laguna Beach, CA.
- County Museum of Art, Los Angeles, CA.
- The New Orleans Museum of Art, La Nouvelle-Orléans, LO.
- Museum of Modern Art, New York, NY.
- The Greenwich House Music School, New York, NY.
- Chrysler Museum of Art, Norfolk, VA.
- Phoenix Art Museum, Phoenix, AR.
- North Carolina Museum of Art, Raleigh, NC.
- Museum of Fine Art, Springfield, MA.
- Washington University Collection, St. Louis, MO.
- Brandywine River Museum (en), Wellesley, MA.
- Muscarelle Museum of Art, Williamsburg, VI.
- Museum of Art Fort Lauderdale, Fort Lauderdale, FL.
- Vero Beach Museum of Art (en), Vero Beach, FL.
- Picker Art Gallery, Hamilton, NY.
- Indianapolis Museum of Art, Indianapolis, IN.
- San Francisco De Young Museum, San Francisco.

### Suisse

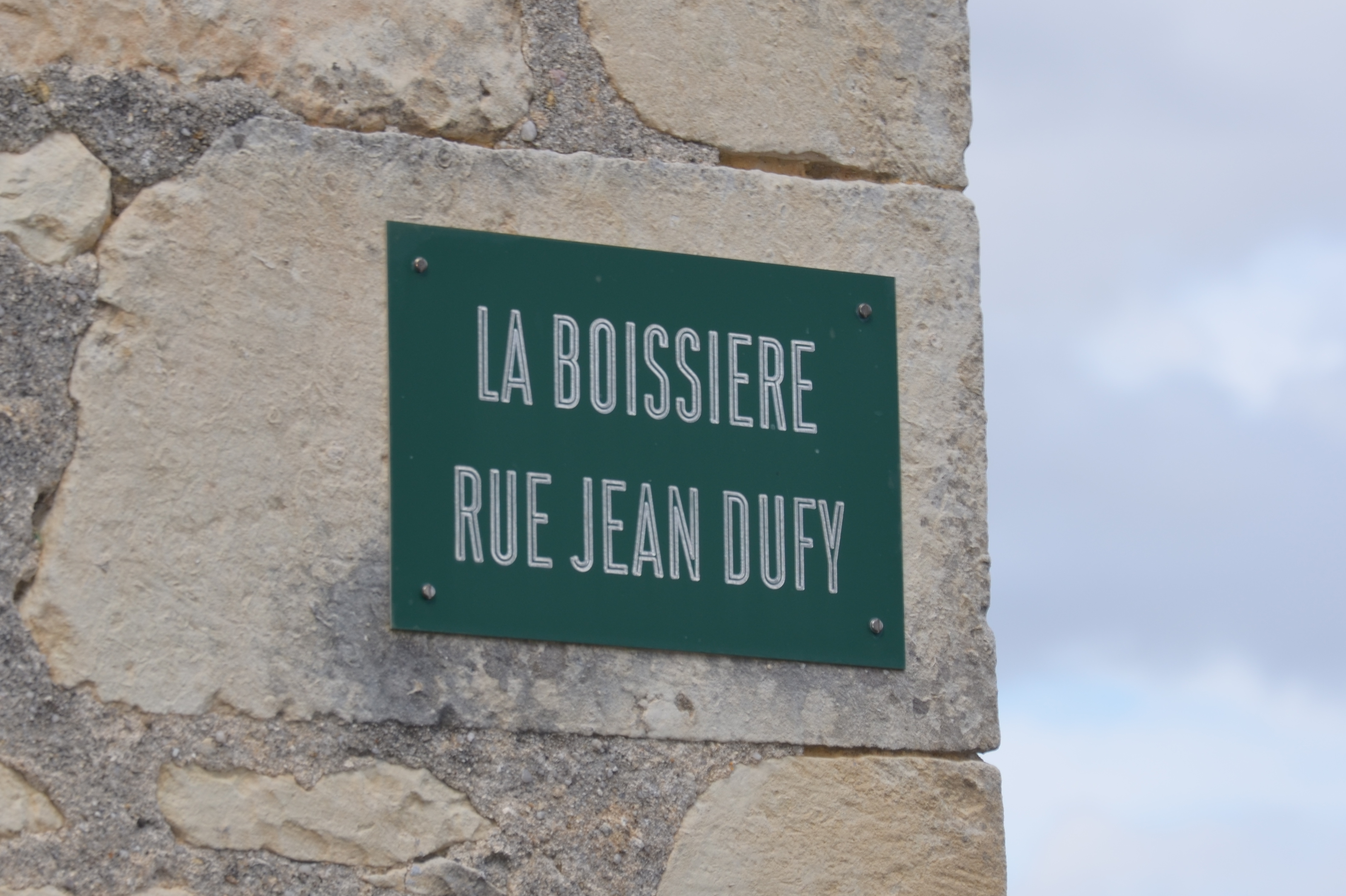
La rue Jean-Dufy à La Boissière

- Musée d'art de Pully.

## Collections privées
- Pierre Maurs[29].

## Autres Oeuvres
- L'écuyère au cirque Medrano. huile sur panneau, 33 x 24,5 cm, non daté, signé au centre Jean Dufy[30].

## Hommages
- Une rue des communes d'Ermont et de Boussay (hameau de La Boissière où vécut l'artiste) portent le nom de Jean Dufy.
- En 2014, La Poste a émis un timbre représentant La Seine au pont du Carrousel pour le cinquantième anniversaire de la disparition de Jean Dufy[31].
- En 2014, la manufacture Haviland a édité deux vide-poches, un service à thé et un service à café, avec des décors réalisés à partir de tableaux du peintre.
- En 2016, Amin Maalouf, de l'Académie française, a illustré la couverture de son livre Un fauteuil sur la Seine : Quatre siècles d'histoire (Grasset) du tableau de Jean Dufy Paris, la Seine et Notre-Dame.